# كينيتشي كوندو
كينيتشي كوندو (باليابانية: 近藤 健一) (2 أبريل 1983 في ناغاساكي في اليابان – )؛ هو لاعب كرة قدم سابق كان يلعب كحارس مرمى.

## وصلات خارجية
- كينيتشي كوندو على موقع عالم كرة القدم.نت (الإنجليزية)